# Transport aksonalny
Transport aksonalny – ruch pęcherzyków transportujących białka oraz mitochondria od perikarionu do zakończeń aksonu. Odpowiednik transportu aksonalnego występuje także w dendrytach.
Transport aksonalny dzieli się na:
- anterogradowy (odśrodkowy) – szybki, odbywa się z udziałem kinezyny, dotyczy organelli obłonionych i pęcherzyków z neuroprzekaźnikami;
- anterogradowy (odśrodkowy) – wolny, odbywa się bez udziału białek transportujących, polega jedynie na zjawisku dyfuzji, dotyczy enzymów i receptorów;
- retrogradowy (dośrodkowy) – odbywa się z udziałem dyneiny, dotyczy recyrkulingu zużytych enzymów i receptorów.